# Ciechocin (gmina)
Pour les articles homonymes, voir Ciechocin.
Ciechocin est une gmina rurale du powiat de Golub-Dobrzyń, Couïavie-Poméranie, dans le centre-nord de la Pologne. Son siège est le village de Ciechocin, qui se situe environ 11 km au sud-ouest de Golub-Dobrzyń et 21 km à l'est de Toruń.
La gmina couvre une superficie de 101,49 km2 pour une population de 4 000 habitants.

## Géographie
La gmina est bordée par les gminy de Czersk, Kaliska, Karsin, Kościerzyna, Liniewo, Skarszewy et Zblewo.